# Lichomolgus nakaii
Lichomolgus nakaii is een eenoogkreeftjessoort uit de familie van de Lichomolgidae. De wetenschappelijke naam van de soort is voor het eerst geldig gepubliceerd in 1989 door Matsuzaki & Ogawa.